# Via di lizza

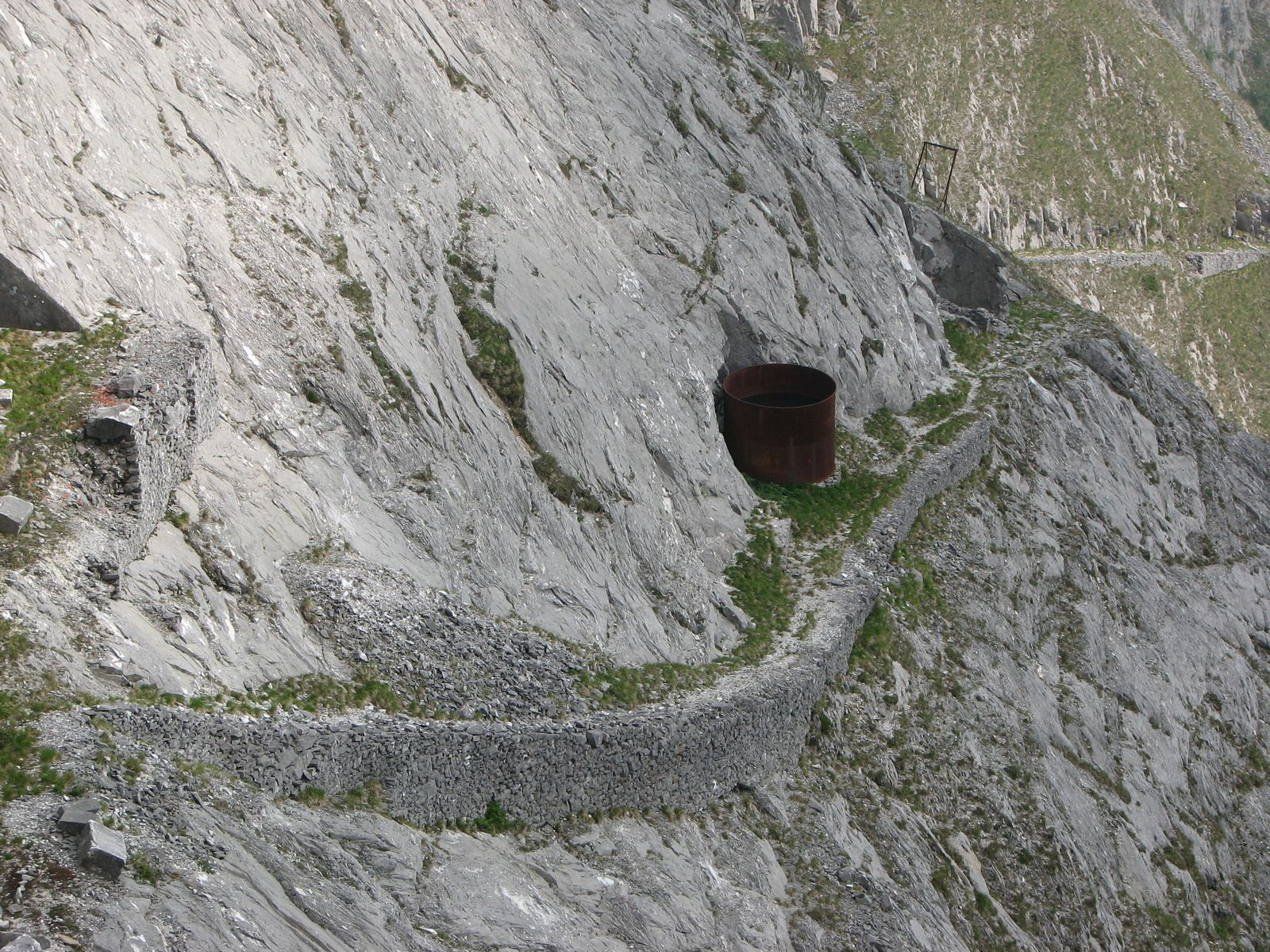
Un tronçon de la lizza delle Gruzze.

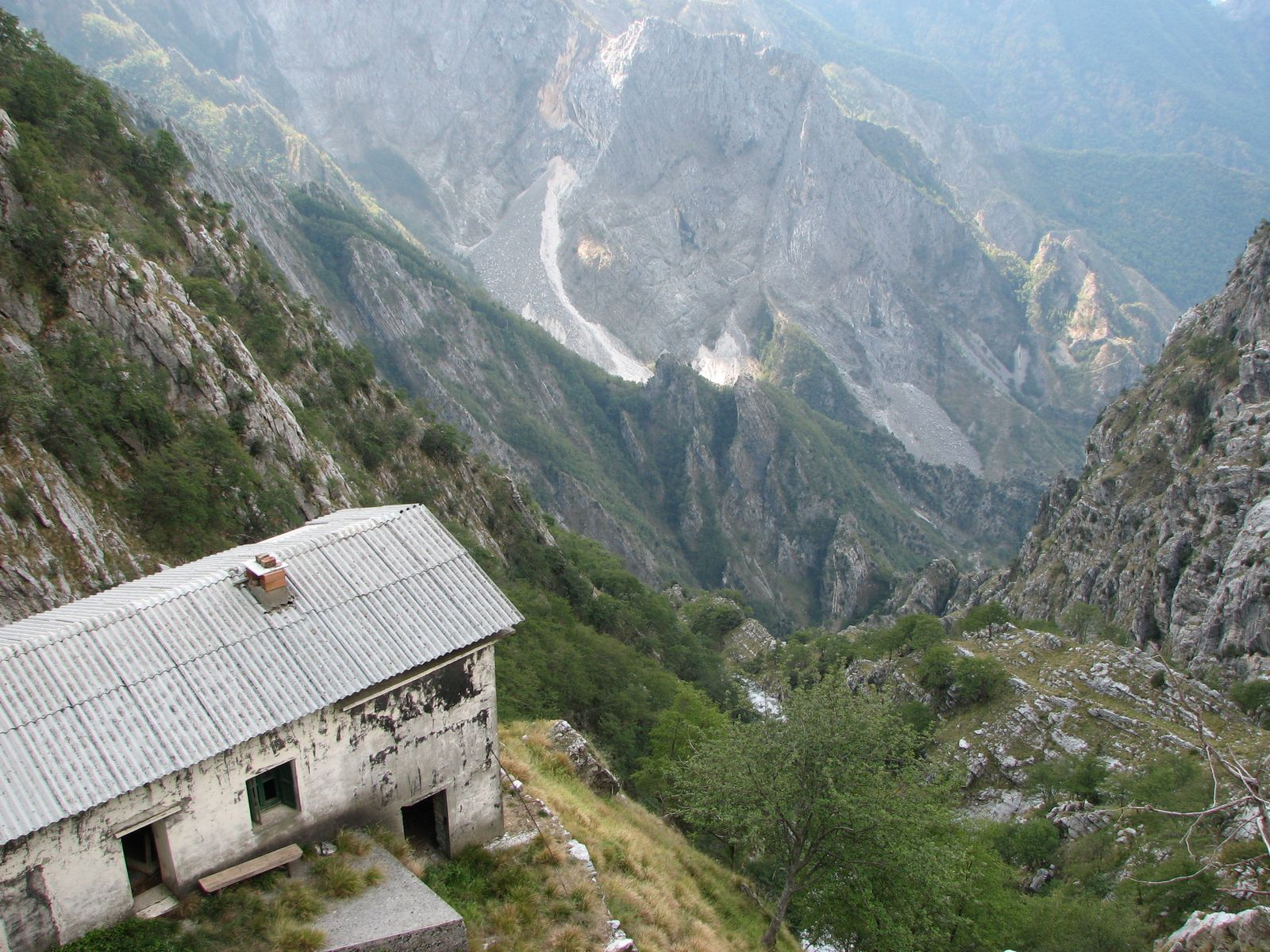
Vue du haut de la lizza di Piastreta.

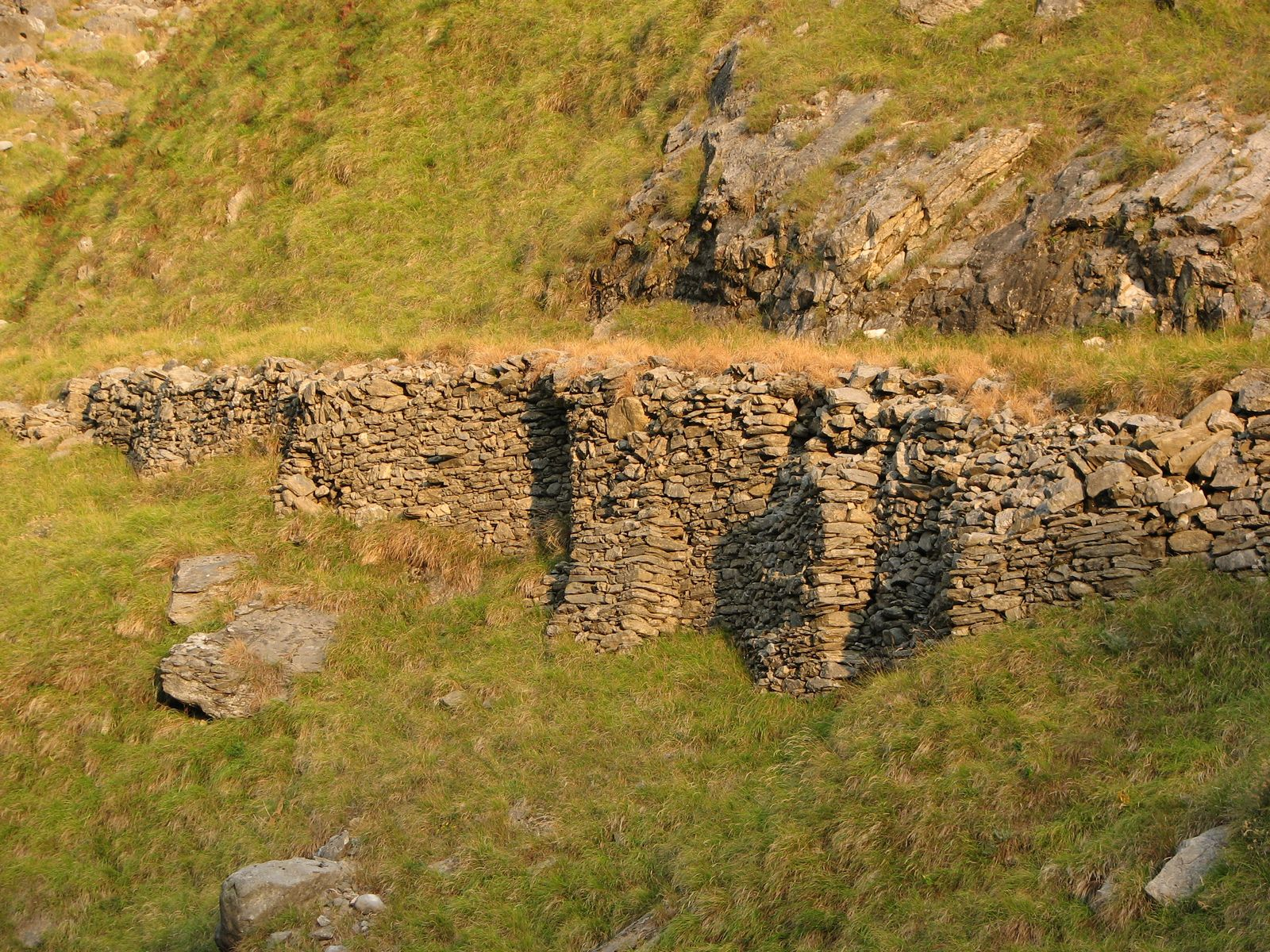
Mur de soutènement de la lizza degli Alberghi.

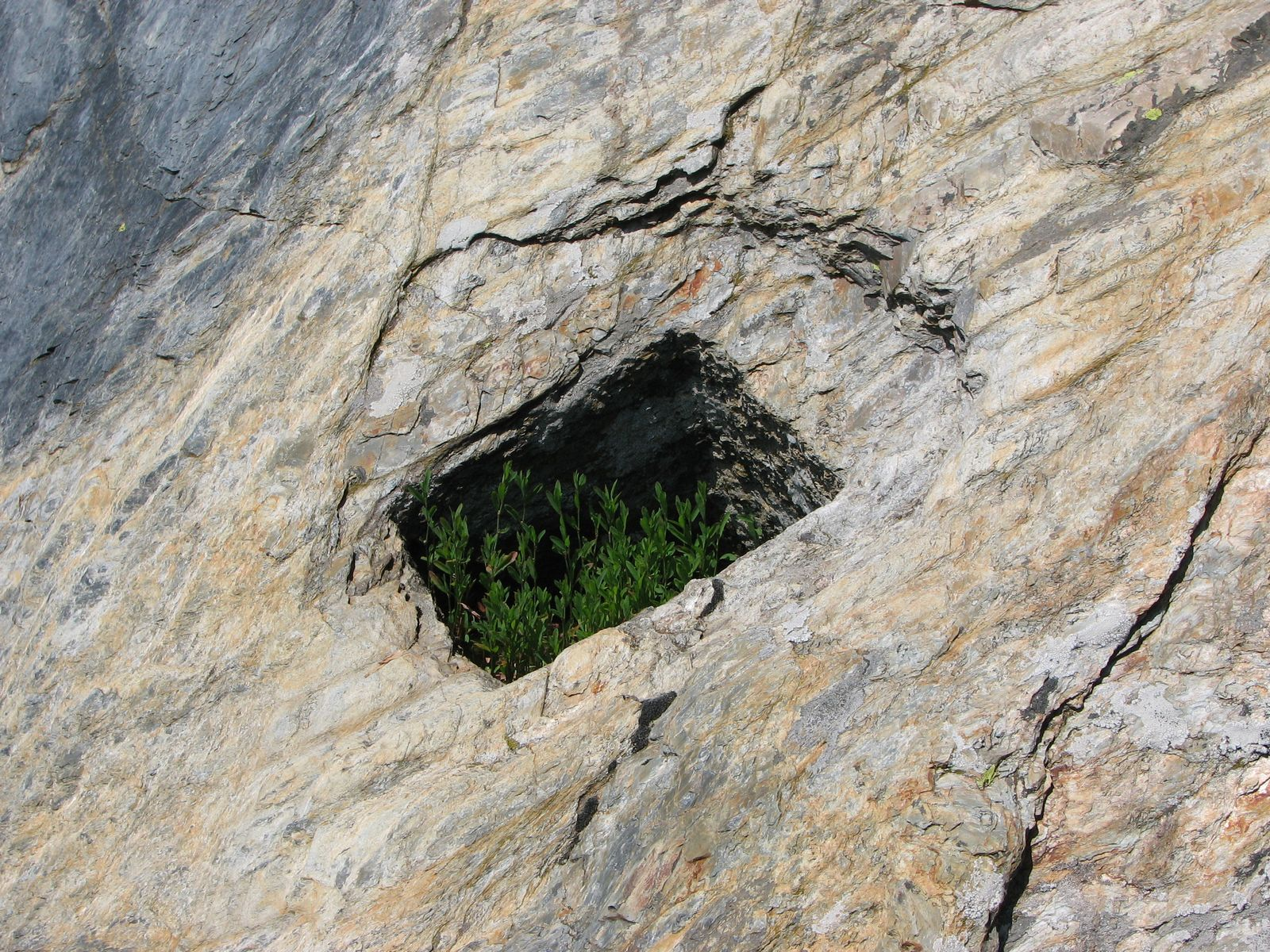
Trou de piro (au pluriel, piri) sur la lizza delle cave Catino.

La via di lizza (au pluriel, vie di lizza ou aussi vie lizze, et plus brièvement lizze) est le terme italien pour désigner un chemin, principalement en pente, construit par les carriers dans la roche, pour transporter les blocs de marbre depuis les carrières des Alpes apuanes

## Description
Son nom dérive de lizzatura le système de transport qui servait à charrier les blocs de marbre de Carrare vers les vallées. La via de lizza est souvent empierrée et ouvragée de murs de soutènement ou bien reliée  par un pont en pierre (lizza delle Gruzze). Son itinéraire est jalonné sur les deux côtés par des pieux scellés dans des trous (piri) qui servaient de frein à la cargaison dans les parties les plus raides.

## Lalizza dell'Alto di Sellaou dePiastreta
Entre 1922 et 1923,  la lizza di Piastreta ou de l'Alto di Sella est aménagée d'un système de monorail à moteur Diesel qui permettait de transporter chaque fois plus de quinze tonnes de marbre sur environ 3,5 kilomètres avec un dénivelé de 1 270 m. Après une longue période d'inactivité, cette lizza motorisée reprit du service en 1962 jusqu'en 1975. Aujourd'hui, avec encore quelques vestiges de rails et autres matériels du début du XXe siècle, la lizza di Piastreta fait partie d'un itinéraire d'archéologie industrielle.

## Quelqueslizzedes Alpes apuanes
- Lizza degli Alberghi
- Lizza dei Bagnoli
- Lizza delle cave Catino
- Lizza della Focolaccia ou di Magnani
- Lizza di Granarola
- Lizza delle Gruzze ou Niboli
- Lizza della Mandriola ou de Fontana e Guerra
- Lizza di Piastreta ou de l'Alto di Sella
- Lizza di Sordola
- Lizza strada della Tambura (bref tronçon de la Via Vandelli (it))
- Lizza del Valocchione
- Lizza di Valsora

## Sources
- (it) La revue du Trekking
- (it) Site de Apuane Extreme